# Campeonato Femenino Sub-20 de la Concacaf de 2012
El Campeonato Femenino Sub-20 de la Concacaf de 2012 fue la VI edición del torneo, que se disputó en Panamá, los tres primeros lugares consiguieron la clasificación a la Copa Mundial Femenina de Fútbol Sub-20 de 2012 en Japón del 19 agosto al 8 de septiembre de 2012.

## Eliminatorias
Antes del campeonato, países de Centroamérica y el Caribe jugarán partidos Eliminatorios. Al final se verán los clasificados al premundial llevado a cabo en Panamá.

### Centroamérica
Clasifica el campeón de cada triangular.

#### Grupo A
| Equipo     | Pts | PJ | PG | PE | PP | GF | GC | Dif |
| ---------- | --- | -- | -- | -- | -- | -- | -- | --- |
| Guatemala  | 6   | 2  | 2  | 0  | 0  | 6  | 2  | 4   |
| Costa Rica | 3   | 2  | 1  | 0  | 1  | 5  | 3  | 2   |
| Honduras   | 0   | 2  | 0  | 0  | 2  | 1  | 7  | -6  |

| Fecha                | Lugar               |            |  | Resultado                                                                                                   |  |            |
| -------------------- | ------------------- | ---------- |  | --- |  | ---------- |
| 16 de agosto de 2011 | Comayagua, Honduras | Costa Rica |  | 1:3 (1:1) (enlace roto disponible en Internet Archive; véase el historial, la primera versión y la última). |  | Guatemala  |
| 18 de agosto de 2011 | Comayagua, Honduras | Honduras   |  | 0:4 (0:1) (enlace roto disponible en Internet Archive; véase el historial, la primera versión y la última). |  | Costa Rica |
| 20 de agosto de 2011 | Comayagua, Honduras | Guatemala  |  | 3:1 (2:0) (enlace roto disponible en Internet Archive; véase el historial, la primera versión y la última). |  | Honduras   |

#### Grupo B
| Equipo      | Pts | PJ | PG | PE | PP | GF | GC | Dif |
| ----------- | --- | -- | -- | -- | -- | -- | -- | --- |
| Panamá      | 4   | 2  | 1  | 1  | 0  | 5  | 3  | 2   |
| Nicaragua   | 3   | 2  | 1  | 0  | 1  | 4  | 5  | -1  |
| El Salvador | 1   | 2  | 0  | 1  | 1  | 4  | 5  | -1  |

| Fecha                | Lugar          |             |  | Resultado                                                                                                   |  |             |
| -------------------- | -------------- | ----------- |  | --- |  | ----------- |
| 24 de agosto de 2011 | Panamá, Panamá | Panamá      |  | 3:1 (3:0) (enlace roto disponible en Internet Archive; véase el historial, la primera versión y la última). |  | Nicaragua   |
| 26 de agosto de 2011 | Panamá, Panamá | El Salvador |  | 2:3 (2:0) (enlace roto disponible en Internet Archive; véase el historial, la primera versión y la última). |  | Nicaragua   |
| 28 de agosto de 2011 | Panamá, Panamá | Panamá      |  | 2:2 (0:1) (enlace roto disponible en Internet Archive; véase el historial, la primera versión y la última). |  | El Salvador |

### Caribe

#### Primera Fase
Los 2 equipos ganadores de los cuatro grupos avanzarán a una segunda fase de grupos de los cuales los 2 primeros lugares se clasificarán para las finales de ocho equipos de Concacaf en 2012.

##### Grupo A
| Equipo      | Pts | PJ | PG | PE | PP | GF | GC | Dif |
| ----------- | --- | -- | -- | -- | -- | -- | -- | --- |
| Jamaica     | 6   | 2  | 2  | 0  | 0  | 6  | 0  | 6   |
| Cuba        | 3   | 2  | 1  | 0  | 1  | 9  | 2  | 7   |
| Santa Lucía | 0   | 2  | 0  | 0  | 2  | 0  | 13 | -13 |

| Fecha                 | Lugar                     |             |  | Resultado                                                                                                   |  |             |
| --------------------- | ------------------------- | ----------- |  | --- |  | ----------- |
| 21 de octubre de 2011 | Ciudad de La Habana, Cuba | Cuba        |  | 9:0 (6:0) (enlace roto disponible en Internet Archive; véase el historial, la primera versión y la última). |  | Santa Lucía |
| 23 de octubre de 2011 | Ciudad de La Habana, Cuba | Santa Lucía |  | 0:4 (0:3) (enlace roto disponible en Internet Archive; véase el historial, la primera versión y la última). |  | Jamaica     |
| 21 de octubre de 2011 | Ciudad de La Habana, Cuba | Cuba        |  | 0:2 (0:1) (enlace roto disponible en Internet Archive; véase el historial, la primera versión y la última). |  | Jamaica     |

##### Grupo B
| Equipo            | Pts | PJ | PG | PE | PP | GF | GC | Dif |
| ----------------- | --- | -- | -- | -- | -- | -- | -- | --- |
| Trinidad y Tobago | 6   | 2  | 2  | 0  | 0  | 9  | 0  | 9   |
| Islas Caimán      | 3   | 2  | 1  | 0  | 1  | 4  | 1  | 3   |
| Surinam           | 0   | 2  | 0  | 0  | 2  | 0  | 12 | -12 |

| Fecha                 | Lugar               |              |  | Resultado                                                                                                   |  |                   |
| --------------------- | ------------------- | ------------ |  | --- |  | ----------------- |
| 18 de octubre de 2011 | Paramaribo, Surinam | Surinam      |  | 0:4 (0:0) (enlace roto disponible en Internet Archive; véase el historial, la primera versión y la última). |  | Islas Caimán      |
| 20 de octubre de 2011 | Paramaribo, Surinam | Islas Caimán |  | 0:1 (0:0) (enlace roto disponible en Internet Archive; véase el historial, la primera versión y la última). |  | Trinidad y Tobago |
| 22 de octubre de 2011 | Paramaribo, Surinam | Surinam      |  | 0:8 (0:5) (enlace roto disponible en Internet Archive; véase el historial, la primera versión y la última). |  | Trinidad y Tobago |

##### Grupo C
| Equipo                 | Pts | PJ | PG | PE | PP | GF | GC | Dif |
| ---------------------- | --- | -- | -- | -- | -- | -- | -- | --- |
| Haití                  | 6   | 2  | 2  | 0  | 0  | 8  | 0  | 8   |
| Puerto Rico            | 3   | 2  | 1  | 0  | 1  | 4  | 4  | 0   |
| San Cristóbal y Nieves | 0   | 2  | 0  | 0  | 2  | 0  | 8  | -8  |

| Fecha                  | Lugar                  |                        |  | Resultado                                                                                                   |  |                        |
| ---------------------- | ---------------------- | ---------------------- |  | --- |  | ---------------------- |
| 31 de octubre de 2011  | Puerto Príncipe, Haití | Haití                  |  | 4:0 (1:0) (enlace roto disponible en Internet Archive; véase el historial, la primera versión y la última). |  | Puerto Rico            |
| 2 de noviembre de 2011 | Puerto Príncipe, Haití | San Cristóbal y Nieves |  | 0:4 (0:1) (enlace roto disponible en Internet Archive; véase el historial, la primera versión y la última). |  | Puerto Rico            |
| 4 de noviembre de 2011 | Puerto Príncipe, Haití | Haití                  |  | 4:0 (2:0) (enlace roto disponible en Internet Archive; véase el historial, la primera versión y la última). |  | San Cristóbal y Nieves |

##### Grupo D
| Equipo               | Pts | PJ | PG | PE | PP | GF | GC | Dif |
| -------------------- | --- | -- | -- | -- | -- | -- | -- | --- |
| Guyana               | 9   | 3  | 3  | 0  | 0  | 14 | 1  | 13  |
| República Dominicana | 6   | 3  | 2  | 0  | 0  | 15 | 3  | 12  |
| Anguila              | 3   | 3  | 1  | 0  | 2  | 1  | 10 | -9  |
| Antigua y Barbuda    | 0   | 3  | 0  | 0  | 3  | 1  | 17 | -16 |

| Fecha                  | Lugar                        |                      |  | Resultado                                                                                                   |  |                      |
| ---------------------- | ---------------------------- | -------------------- |  | --- |  | -------------------- |
| 2 de noviembre de 2011 | Estadio Providencia (Guyana) | Anguilla             |  | 0:5 (0:1) (enlace roto disponible en Internet Archive; véase el historial, la primera versión y la última). |  | República Dominicana |
| 2 de noviembre de 2011 | Estadio Providencia (Guyana) | Guyana               |  | 7:0 (6:0) (enlace roto disponible en Internet Archive; véase el historial, la primera versión y la última). |  | Antigua y Barbuda    |
| 4 de noviembre de 2011 | Estadio Providencia (Guyana) | República Dominicana |  | 9:1 (3:0) (enlace roto disponible en Internet Archive; véase el historial, la primera versión y la última). |  | Antigua y Barbuda    |
| 4 de noviembre de 2011 | Estadio Providencia (Guyana) | Guyana               |  | 5:0 (2:0) (enlace roto disponible en Internet Archive; véase el historial, la primera versión y la última). |  | Anguilla             |
| 6 de noviembre de 2011 | Estadio Providencia (Guyana) | Antigua y Barbuda    |  | 0:1 (0:0) (enlace roto disponible en Internet Archive; véase el historial, la primera versión y la última). |  | Anguilla             |
| 6 de noviembre de 2011 | Estadio Providencia (Guyana) | Guyana               |  | 2:1 (1:1) (enlace roto disponible en Internet Archive; véase el historial, la primera versión y la última). |  | República Dominicana |

#### Segunda Fase

##### Grupo A
| Equipo               | Pts | PJ | PG | PE | PP | GF | GC | Dif |
| -------------------- | --- | -- | -- | -- | -- | -- | -- | --- |
| Haití                | 9   | 3  | 3  | 0  | 0  | 8  | 0  | 8   |
| Jamaica              | 6   | 3  | 2  | 0  | 1  | 6  | 1  | 5   |
| Islas Caimán         | 1   | 3  | 0  | 1  | 2  | 0  | 5  | -5  |
| República Dominicana | 1   | 3  | 0  | 1  | 2  | 0  | 8  | -8  |

| Fecha               | Lugar         |                      |  | Resultado                                                                                                   |  |              |
| ------------------- | ------------- | -------------------- |  | --- |  | ------------ |
| 6 de enero de 2012  | San Cristóbal | Jamaica              |  | 0:1 (0:1) (enlace roto disponible en Internet Archive; véase el historial, la primera versión y la última). |  | Haití        |
| 6 de enero de 2012  | San Cristóbal | República Dominicana |  | 0:0 (0:0) (enlace roto disponible en Internet Archive; véase el historial, la primera versión y la última). |  | Islas Caimán |
| 8 de enero de 2012  | San Cristóbal | Islas Caimán         |  | 0:2 (0:1) (enlace roto disponible en Internet Archive; véase el historial, la primera versión y la última). |  | Jamaica      |
| 8 de enero de 2012  | San Cristóbal | República Dominicana |  | 0:4 (0:2) (enlace roto disponible en Internet Archive; véase el historial, la primera versión y la última). |  | Haití        |
| 10 de enero de 2012 | San Cristóbal | Haití                |  | 3:0 (2:0) (enlace roto disponible en Internet Archive; véase el historial, la primera versión y la última). |  | Islas Caimán |
| 10 de enero de 2012 | San Cristóbal | República Dominicana |  | 0:4 (0:1) (enlace roto disponible en Internet Archive; véase el historial, la primera versión y la última). |  | Jamaica      |

##### Grupo B
| Equipo            | Pts | PJ | PG | PE | PP | GF | GC | Dif |
| ----------------- | --- | -- | -- | -- | -- | -- | -- | --- |
| Cuba              | 5   | 3  | 1  | 2  | 0  | 7  | 3  | 4   |
| Trinidad y Tobago | 4   | 3  | 1  | 1  | 1  | 3  | 3  | 0   |
| Puerto Rico       | 4   | 3  | 1  | 1  | 1  | 2  | 2  | 0   |
| Guyana            | 3   | 3  | 1  | 0  | 2  | 3  | 7  | -4  |

| Fecha               | Lugar                     |                   |  | Resultado                                                                                                   |  |                   |
| ------------------- | ------------------------- | ----------------- |  | --- |  | ----------------- |
| 7 de enero de 2012  | Ciudad de La Habana, Cuba | Puerto Rico       |  | 1:0 (0:0) (enlace roto disponible en Internet Archive; véase el historial, la primera versión y la última). |  | Trinidad y Tobago |
| 7 de enero de 2012  | Ciudad de La Habana, Cuba | Cuba              |  | 5:1 (1:1) (enlace roto disponible en Internet Archive; véase el historial, la primera versión y la última). |  | Guyana            |
| 9 de enero de 2012  | Ciudad de La Habana, Cuba | Trinidad y Tobago |  | 2:1 (0:1) (enlace roto disponible en Internet Archive; véase el historial, la primera versión y la última). |  | Guyana            |
| 9 de enero de 2012  | Ciudad de La Habana, Cuba | Cuba              |  | 1:1 (1:0) (enlace roto disponible en Internet Archive; véase el historial, la primera versión y la última). |  | Puerto Rico       |
| 11 de enero de 2012 | Ciudad de La Habana, Cuba | Guyana            |  | 1:0 (1:0) (enlace roto disponible en Internet Archive; véase el historial, la primera versión y la última). |  | Puerto Rico       |
| 11 de enero de 2012 | Ciudad de La Habana, Cuba | Cuba              |  | 1:1 (1:0) (enlace roto disponible en Internet Archive; véase el historial, la primera versión y la última). |  | Trinidad y Tobago |

##### Mejor segundo
| Equipo            | Gr | Pts | PJ | PG | PE | PP | GF | GC | Dif |
| ----------------- | -- | --- | -- | -- | -- | -- | -- | -- | --- |
| Jamaica           | A  | 6   | 3  | 2  | 0  | 1  | 6  | 1  | 5   |
| Trinidad y Tobago | B  | 4   | 3  | 1  | 1  | 1  | 3  | 3  | 0   |

## Fase final
En la última ronda de la Concacaf compitieron los ocho equipos clasificados anteriormente. Los primeros tres lugares se clasificaron a Copa Mundial Femenina de Fútbol Sub-20 de 2012 en Japón.

### Equipos participantes
| CFU - Cuba - Haití - Jamaica |  | UNCAF - Guatemala - Panamá |  | Clasificados automáticamente - Canadá - México - Estados Unidos |

### Sede
| Ciudad de Panamá, Panamá |
| Estadio Rommel Fernández |
| Capacidad: 32,000        |
| ------------------------ |

#### Grupo A
| Equipo  | Pts | PJ | PG | PE | PP | GF | GC | Dif |
| ------- | --- | -- | -- | -- | -- | -- | -- | --- |
| Canadá  | 9   | 3  | 3  | 0  | 0  | 8  | 0  | 8   |
| México  | 6   | 3  | 2  | 0  | 1  | 13 | 2  | 11  |
| Jamaica | 1   | 3  | 0  | 1  | 2  | 1  | 5  | -4  |
| Haití   | 1   | 3  | 0  | 1  | 2  | 0  | 15 | -15 |

| 1 de marzo de 2012, 17:00 | Canadá                                                    | 5:0 (0:0) | Haití | Estadio Rommel Fernández, Ciudad de Panamá, Panamá                      |                                                                         |
|                           | Ezurike 47', 53' · Charron-Delage 51', 62' · Zadorsky 59' | Reporte   |       | Asistencia: 150 espectadores Árbitro(s): Dianne Ferreira-James (Guyana) | Asistencia: 150 espectadores Árbitro(s): Dianne Ferreira-James (Guyana) |

| 1 de marzo de 2012, 19:30 | México                                           | 3:1 (0:0) | Jamaica    | Estadio Rommel Fernández, Ciudad de Panamá, Panamá                     |                                                                        |
|                           | Samarzich 6' · Gómez Junco 39' · C. Martínez 44' | Reporte   | Spence 15' | Asistencia: 250 espectadores Árbitro(s): Alicia Villatoro, (Guatemala) | Asistencia: 250 espectadores Árbitro(s): Alicia Villatoro, (Guatemala) |

| 3 de marzo de 2012, 17:00 | México | 10:0 (3:0) | Haití | Estadio Rommel Fernández, Ciudad de Panamá, Panamá                            |                                                                               |
|                           | Samarzich 19' · A. Martinez 29', 48' · Jiménez 32' · Gómez Junco 59', 60', 77' · Franco 64' · Solís 76', 77' | Reporte    |       | Asistencia: 101 espectadores Árbitro(s): Sabina Charles-Kirton, (Santa Lucía) | Asistencia: 101 espectadores Árbitro(s): Sabina Charles-Kirton, (Santa Lucía) |

| 3 de marzo de 2012, 19:30 | Jamaica | 0:2 (0:0) | Canadá                              | Estadio Rommel Fernández, Ciudad de Panamá, Panamá               |                                                                  |
|                           |         | Reporte   | Richardson 75' · Charron-Delage 82' | Asistencia: 101 espectadores Árbitro(s): Annia Navarrete, (Cuba) | Asistencia: 101 espectadores Árbitro(s): Annia Navarrete, (Cuba) |

| 5 de marzo de 2012, 15:00 | Haití | 0:0 (0:0) | Jamaica | Estadio Rommel Fernández, Ciudad de Panamá, Panamá                 |                                                                    |
|                           |       | Reporte   |         | Asistencia: 100 espectadores Árbitro(s): Deborah Zebeda, (Surinam) | Asistencia: 100 espectadores Árbitro(s): Deborah Zebeda, (Surinam) |

| 5 de marzo de 2012, 19:30 | Canadá               | 1:0 (1:0) | México | Estadio Rommel Fernández, Ciudad de Panamá, Panamá                      |                                                                         |
|                           | Legault-Cordisco 25' | Reporte   |        | Asistencia: 153 espectadores Árbitro(s): Dianne Ferreira-James (Guyana) | Asistencia: 153 espectadores Árbitro(s): Dianne Ferreira-James (Guyana) |

#### Grupo B
| Equipo         | Pts | PJ | PG | PE | PP | GF | GC | Dif |
| -------------- | --- | -- | -- | -- | -- | -- | -- | --- |
| Estados Unidos | 9   | 3  | 3  | 0  | 0  | 18 | 0  | 18  |
| Panamá         | 6   | 3  | 2  | 0  | 1  | 5  | 8  | -3  |
| Guatemala      | 3   | 3  | 1  | 0  | 2  | 6  | 11 | -5  |
| Cuba           | 0   | 3  | 0  | 0  | 3  | 3  | 13 | -10 |

| 2 de marzo de 2012, 17:00 | Estados Unidos                                                 | 6:0 (2:0) | Guatemala | Estadio Rommel Fernández, Ciudad de Panamá, Panamá                      |                                                                         |
|                           | Horan 12', 47', 74' · Johnston 29' · Stengel 54' · Roccaro 60' | Reporte   |           | Asistencia: 250 espectadores Árbitro(s): Gillian Martindale, (Barbados) | Asistencia: 250 espectadores Árbitro(s): Gillian Martindale, (Barbados) |

| 2 de marzo de 2012, 19:30 | Panamá              | 2:1 (1:1) | Cuba       | Estadio Rommel Fernández, Ciudad de Panamá, Panamá                    |                                                                       |
|                           | Evans 16' · Cox 54' | Reporte   | Peláez 27' | Asistencia: 935 espectadores Árbitro(s): Quetzalli Alvarado, (México) | Asistencia: 935 espectadores Árbitro(s): Quetzalli Alvarado, (México) |

| 4 de marzo de 2012, 17:00 | Cuba | 0:6 (0:4) | Estados Unidos                                                  | Estadio Rommel Fernández, Ciudad de Panamá, Panamá                   |                                                                      |
|                           |      | Reporte   | Stengel 4', 37' · Hayes 25', 29' · DiBernardo 53' · Ubogagu 84' | Asistencia: 1170 espectadores Árbitro(s): Alondra Arellano, (México) | Asistencia: 1170 espectadores Árbitro(s): Alondra Arellano, (México) |

| 4 de marzo de 2012, 19:30 | Panamá                                | 3:1 (1:1) | Guatemala      | Estadio Rommel Fernández, Ciudad de Panamá, Panamá                    |                                                                       |
|                           | Mills 39' · Zorrilla 48' · Jordan 82' | Reporte   | Monterroso 40' | Asistencia: 1170 espectadores Árbitro(s): Cardella Samuels, (Jamaica) | Asistencia: 1170 espectadores Árbitro(s): Cardella Samuels, (Jamaica) |

| 6 de marzo de 2012, 15:00 | Guatemala                                                                       | 5:2 (3:0) | Cuba                   | Estadio Rommel Fernández, Ciudad de Panamá, Panamá                          |                                                                             |
|                           | Monterroso 27' · Argueta 31' · Pérez 32' · López 67' (pen.) · Bayeux 68' (a.g.) | Reporte   | Pérez 53' · Pelaez 80' | Asistencia: 80 espectadores Árbitro(s): María Flores Castillo, (Costa Rica) | Asistencia: 80 espectadores Árbitro(s): María Flores Castillo, (Costa Rica) |

| 6 de marzo de 2012, 19:30 | Panamá | 0:6 (0:2) | Estados Unidos                                                           | Estadio Rommel Fernández, Ciudad de Panamá, Panamá                   |                                                                      |
|                           |        | Reporte   | Capelle 29' · DiBernardo 44' · Johnston 53' · Hayes 59', 78' · Mewis 69' | Asistencia: 1380 espectadores Árbitro(s): Alondra Arellano, (México) | Asistencia: 1380 espectadores Árbitro(s): Alondra Arellano, (México) |

### Fase Final
|  | Semifinales        | Semifinales        |   |        | Final               | Final               |  |
|  | 9 de marzo de 2012 | 9 de marzo de 2012 |   |        | 11 de marzo de 2012 | 11 de marzo de 2012 |  |
|  |                    |                    |   |        |                     |                     |  |
|  |                    |                    |   |        |                     |                     |  |
|  | Estados Unidos     | 4                  |   |        |                     |                     |  |
|  | México             | 0                  |   |        |                     |                     |  |
|  |                    |                    |   |        |                     |                     |  |
|  |                    |                    |   |        |                     |                     |  |
|  |                    |                    |   |        | Estados Unidos      | 2                   |  |
|  |                    | Canadá             | 1 |        |                     |                     |  |
|  |                    |                    |   |        |                     |                     |  |
|  |                    |                    |   |        |                     |                     |  |
|  |                    |                    |   |        | Tercer lugar        |                     |  |
|  |                    |                    |   |        |                     |                     |  |
|  | Canadá             | 6                  |   | México | 5                   |                     |  |
|  | Panamá             | 0                  |   |        | Panamá              | 0                   |  |

#### Semifinales
| 9 de marzo de 2012, 18:00 | Estados Unidos                                  | 4:0 (3:0) | México | Estadio Rommel Fernández, Ciudad de Panamá, Panamá                        |                                                                           |
|                           | Johnston 11' · Brian 37' · Horan 38' · Ohai 81' | [http://concacaf.globalsportsmedia.com/page.php?sport=soccer&language_id=es&page=tournament&view=match&match_id=1252930 (enlace roto disponible en Internet Archive; véase el historial, la primera versión y la última). Reporte] |        | Asistencia: 2,071 espectadores Árbitro(s): Gillian Martindale, (Barbados) | Asistencia: 2,071 espectadores Árbitro(s): Gillian Martindale, (Barbados) |

| 9 de marzo de 2012, 21:00 | Canadá                                                                        | 6:0 (1:0) | Panamá | Estadio Rommel Fernández, Ciudad de Panamá, Panamá                 |                                                                    |
|                           | Ezurike 25' · Richardson 47' · Oduro 49', 84' · Pietrangelo 69' · Sawicki 88' | Reporte   |        | Asistencia: 2,071 espectadores Árbitro(s): Annia Navarrete, (Cuba) | Asistencia: 2,071 espectadores Árbitro(s): Annia Navarrete, (Cuba) |

#### Tercer Lugar
| 11 de marzo de 2012, 18:00 | México                                                          | 5:0 (3:0) | Panamá | Estadio Rommel Fernández, Ciudad de Panamá, Panamá |                                            |
|                            | Franco 18', 47' · Gómez Junco 25', 90+1' (pen.) · Samarzich 44' | [http://concacaf.globalsportsmedia.com/page.php?sport=soccer&language_id=es&page=tournament&view=match&match_id=1252931 (enlace roto disponible en Internet Archive; véase el historial, la primera versión y la última). Reporte] |        | Árbitro(s): Dianne Ferreira-James (Guyana)         | Árbitro(s): Dianne Ferreira-James (Guyana) |

#### Final
| 11 de marzo de 2012, 21:00 | Estados Unidos          | 2:1 (0:1) | Canadá        | Estadio Rommel Fernández, Ciudad de Panamá, Panamá                    |                                                                       |
|                            | Hayes 79' · Ubogagu 89' | Reporte   | Richardson 5' | Asistencia: 200 espectadores Árbitro(s): Quetzalli Alvarado, (México) | Asistencia: 200 espectadores Árbitro(s): Quetzalli Alvarado, (México) |

|                                    |
| Bandera de Estados Unidos          |
| Campeón Estados Unidos 3.er título |

## Clasificados aJapón 2012
| Bandera de Canadá | Bandera de Estados Unidos | Bandera de México |
| Canadá            | Estados Unidos            | México            |